# IC 3565
IC 3565 је елиптична галаксија у сазвјежђу Береникина коса која се налази на листи објеката дубоког неба у Индекс каталогу.
Деклинација објекта је + 26° 45' 22" а ректасцензија 12h 36m 12,3s. Привидна величина (магнитуда) објекта IC 3565 износи 15,5 а фотографска магнитуда 16,5.